# Recklinghausen
Recklinghausen (in basso tedesco Riäkelhusen) è una città di 110 714 abitanti della Renania Settentrionale-Vestfalia, in Germania.
È il capoluogo, e il centro maggiore, del circondario omonimo.
Recklinghausen possiede lo status di "Grande città di circondario" (Große kreisangehörige Stadt). 
Storicamente fu uno dei feudi degli Arcivescovi di Colonia (sovrani dell'Elettorato di Colonia con capitale Bonn), nel 1803 divenne la capitale di un Principato Sovrano unito al ducato di Arenberg. Dopo il Congresso di Vienna divenne parte della provincia della Renania-vestfalia del Regno di Prussia

## Amministrazione

### Gemellaggi
Recklinghausen è gemellata con:
- Preston, dal 1956
- Douai, dal 1965
- Dordrecht, dal 1974
- San Giovanni d'Acri, dal 1978
- Smalcalda, dal 1989
- Bytom, dal 2000